# سیارک ۳۱۱۳۴
سیارک ۳۱۱۳۴ (به انگلیسی: 31134 Zurria، نامگذاری:1997SF18) سی و یک هزار و صد و سی و چهارمین سیارک کشف شده‌است که در ۲۷ سپتامبر ۱۹۹۷ کشف شد.